# Hockey Series
Die Hockey Series ist ein internationaler Wettbewerb, organisiert vom internationalen Hockeyverband (FIH). Die erste Austragung der zweijährlichen Hockey Series findet jahrübergreifend 2018 und 2019 statt. Der Bewerb bildet den Unterbau zur, ebenfalls neu eingeführten, Hockey Pro League und ist ein Bestandteil des Olympia- und Weltmeisterschaftsqualifikationsprozesses.

## Format
Das Hockey-Series-Format ist sehr am Format der Runden 1 und 2 der vorangegangenen FIH Hockey World League angelehnt. In der ersten Runde der Hockey Series Open spielen alle gemeldeten Nationen bis auf die 9 Nationen aus der Pro League und 9 für Runde 2 der Hockey Series Finals vorqualifizierten Nationen. Die Anzahl und die Formate der einzelnen Turniere hängen von der Anzahl der Teilnehmer ab. Insgesamt qualifizieren sich 15 Nationen aus den Hockey Series Open für die Finals.
Die Hockey Series Finals haben ein fixes Format. Drei Turniere mit jeweils acht Teilnehmern werden ausgerichtet. Qualifiziert dafür sind die zum Stichtag neun Besten aus der Weltrangliste, mit Ausnahme der Pro-League-Teilnehmer, und 15 Qualifikanten aus der ersten Runde.
Der Erste und Zweite der drei Hockey-Series-Finals-Turniere dürfen an den FIH-Olympia-Qualifikationsspielen teilnehmen, falls sie nicht schon anderweitig für die Olympischen Spiele qualifiziert sind.

## Herren
| Nr. | Jahr    | Gewinner | Gewinner | Gewinner |
| --- | ------- | -------- | -------- | -------- |
| 1   | 2018/19 |          |          |          |

## Damen
| Nr. | Jahr    | Gewinner | Gewinner | Gewinner |
| --- | ------- | -------- | -------- | -------- |
| 1   | 2018/19 |          |          |          |